# Marcelino Bolívar
José Marcelino Bolivar (ur. 14 lipca 1964 w Ciudad Bolívar) – wenezuelski bokser kategorii papierowej. Jest brązowym medalistą letnich igrzysk olimpijskich w Los Angeles.